# Хмель Віталій Володимирович
Віта́лій Володи́мирович Хмель  — український військовий торакальний хірург,  майор медичної служби Державної прикордонної служби України, учасник російсько-української війни. Кандидат медичних наук (2021).

## Життєпис
Нині служить ординатором, лікарем — торакальним хірургом Головного військово-медичного клінічного центру (Центральний клінічний госпіталь) Державної прикордонної служби України.
Під час широкомасштабного російського вторгнення в Україну виконав понад 100 складних операцій пораненим військовослужбовцям, а також врятував життя понад 50 захисникам . У грудні 2023 року разом зі старшим колегою під наглядом саперів виконав унікальну та надскладну термінову операцію. Тоді в пораненого військовика у грудях застрягла нерозірвана міна з підствольного гранатомета. У підсумку оперативне втручання успішно завершено, а життя воїна врятовано. 

## Нагороди
- орден Данила Галицького (29 квітня 2024) — за особисту мужність і самовідданість, виявлені у захисті державного суверенітету та територіальної цілісності України, сумлінне і бездоганне служіння Українському народові[5];
- відзнака Президента України «Національна легенда України» (21 серпня 2024) — за визначні особисті заслуги у становленні незалежної України і зміцненні її державності, захисті Вітчизни та служінні Українському народові, вагомий внесок у розвиток національного мистецтва, спорту, охорони здоровʼя, плідну благодійну та громадську діяльність[3].